# ادرادوشن (الزاوية سيدي عسى)
ادرادوشن هو دُوَّار يقع بجماعة إمرابطن، إقليم الحسيمة، جهة طنجة تطوان الحسيمة في المملكة المغربية. ينتمي الدوّار لمشيخة الزاوية سيدي عسى التي تضم 3 دواوير. يقدر عدد سكانه بـ 799 نسمة حسب الإحصاء الرسمي للسكان والسكنى لسنة 2004.

## روابط خارجية
- البوابة الوطنية للجماعات الترابية
- المندوبية السامية للتخطيط